# Kalle Kickuth
Karl-Eric Kickuth, född 17 maj 1982, är en av spelarna i Tysklands herrlandslag i innebandy. Han deltog i VM i innebandy 2006.
Kickuth är uppvuxen i Getinge, där karriären startade, sedan vidare till Fyllinge och Halmstad IBK där han tillbringade flera år som framgångsrik center. Karriären ligger på is då Kickuth på grund av nytt yrke lämnat Halmstad, men han ställde upp i VM för Tyskland utan att spelat en seriematch på ett och ett halvt år.
Karl-Eric deltog även i VM i innebandy 2004 där han bland annat gjorde 3 mål mot Österrike.